# Parada Cordeiro da Graça
A Parada Cordeiro da Graça é uma das paradas do VLT Carioca, situada no Rio de Janeiro, antecedida pela Parada Santo Cristo e seguida da Parada Rodoviária. Faz parte das linhas 1 e 2.
Foi inaugurada em 2016. Localiza-se na Via Binário do Porto. Atende o bairro do Santo Cristo, na Zona Central da cidade.